# Cannalonga
Cannalonga là một đô thị (comune) thuộc tỉnh Salerno trong vùng Campania của Ý. Cannalonga có diện tích 11 km2, dân số là 1144 người (thời điểm 2001).